# David Chaum
David Lee Chaum (né en 1955) est l'inventeur de beaucoup de protocoles cryptographiques, ainsi que ecash et DigiCash. En 1981, sa publication « Untraceable Electronic Mail, Return Addresses, and Digital Pseudonyms » posa les fondations pour la recherche dans le domaine des communications anonymes.

## Biographie
Chaum obtient un doctorat en science informatique et administration commerciale à l'Université de Californie, Berkeley en 1982,. La même année, il fonde l'International Association for Cryptologic Research (IACR), qui depuis organise des conférences académiques sur la recherche en cryptographie. Il enseigna à la New York University dans la classe de Graduate School of Business Administration ainsi qu'à l'Université de Californie à Santa Barbara. Il a également formé un groupe de recherche en cryptographie au National Research Institute for Mathematics and Computer Science (CWI) à Amsterdam, aux Pays-Bas. Il fonde DigiCash, une entreprise de monnaie électronique en 1990. En 1995, Chaum reçoit le Information Technology European Award. En 2004, il est honoré par l'IACR. En 2010, il reçoit le RSA Award for Excellence in Mathematics lors de la RSA Conference.
Chaum vit à Sherman Oaks, Los Angeles.

### Inventeur des billets électroniques
Chaum est crédité comme étant l'inventeur du billet électronique à la suite de la publication de ses recherches en 1982. Il introduit dans ce même article la primitive cryptographique dite de signature aveugle.
Ses idées ont été décrites comme les racines techniques de la vision du mouvement Cypherpunk qui a commencé à la fin des années 1980. La proposition de Chaum était de permettre aux utilisateurs de retirer des billets électroniques auprès de leur banque et de dépenser cet argent d'une manière qui ne pourrait pas être tracée par la banque ou toute autre partie.
En 1988, il étend cette idée (avec Amos Fiat et Moni Naor) pour permettre l’exécution de transactions hors ligne qui fournissent un moyen de détecter la fraude à la double dépense.
En 1990, afin de commercialiser les idées liées à ses travaux de recherche, il fonde à Amsterdam la société DigiCash spécialisée dans les billets électroniques. Le premier paiement électronique a été envoyé en 1994. En 1999, Chaum quitte l'entreprise.